# 안평공
안평공 왕경(安平公 王璥, 1117년 ~ 1177년)은 고려 초기의 왕족으로 문종의 증손자이며 조선공 왕도의 손자이며, 숙종의 외손이다. 안평백(安平伯)에 봉작되었다가 공으로 승작하여 안평공(安平公)이 되었다. 본관은 개성(開城)이다.

## 생애
그는 부계 모계가 모두 왕족이다. 문종의 증손자로, 할아버지는 인경현비 소생 조선공 왕도(朝鮮公 王濤), 아버지는 광평공 원(廣平公 源)이며, 어머니는 숙종의 제3녀인 안수궁주(安壽宮主)이다.
그 역시 종실의 딸인 예종의 제2녀 흥경공주(興慶公主)와 혼인하였다. 처음에 안평백(安平伯)에 봉해졌다가 승작되어 안평공으로 올랐다. 불교를 좋아하여 임종 직전 선승(禪僧)을 본받아 게(偈)를 지었다 한다. 1177년에 향년 61세로 사망하였다.

## 가족 관계
- 조부 : 증 양헌왕(禳憲王, ? ~1099) - 문종(文宗)의 아들
- 조모 : 인천 이씨(仁川 李氏)
  - 아버지 : 광평공(廣平公, 1083~1170)
- 외조부 : 제15대 숙종(肅宗, 1054~1105 재위: 1095~1105)
  - 외숙부 겸 장인 : 제16대 예종(睿宗, 1079~1122 재위: 1105~1122)
  - 외숙모 겸 장모 : 명의왕태후 유씨(明懿王太后 柳氏, ? ~1112)
    - 외사촌 겸 처남 : 제17대 인종(仁宗, 1109~1146 재위: 1122~1146)

  - 어머니 : 안수공주(安壽公主)
    - 부인 : 흥경공주(興慶公主, ? ~1176)
      - 딸 : 개성 왕씨(開城 王氏)
      - 사위 : 수사공 왕기(守司空 王琪)

## 기타
성품이 조용하고 학문을 좋아하여 경예(經藝)와 방기(方技)에 해박하였고, 서화에도 능하였다고 한다.